# Claudi Gendre
Claudi Gendre (Toló, Provença-Alps-Costa Blava 1941) fou un polític nord-català. Es llicencià en enginyeria i fou un dels militants d'Unió per una Regió Catalana. Posteriorment milità al PSF, però en va discrepar pel que fa al tractament de la qüestió catalana, de manera que el 1986 es va escindir i fundà el Parti Socialiste Catalan, amb el que es va presentar a les eleccions legislatives de 1986 i va competir amb el partit específicament catalanista Unitat Catalana, amb un resultat escàs.

## Obres
- École, historie de France et minorités nationales, amb Françoise Javelier, Lió, Fédérop, 1979